# 颱風黃蜂 (2014年)
颱風黃蜂（英語：Typhoon Vongfong，國際編號：1419，聯合颱風警報中心：WP192014，菲律賓大氣地球物理和天文管理局：Ompong）為2014年太平洋颱風季第十九個被命名的風暴。「黃蜂」一名是由澳門提供，即黃蜂，一種長有翅膀且身體黑黃相間的昆蟲。由於被牠的螫針刺中會令人感到疼痛，所以人們都像恐懼颱風侵襲一樣害怕牠。

## 發展過程
2014年10月1日，一個低壓區在馬紹爾群島西南方海面上生成，美國海軍研究實驗室給予擾動編號90W。下午2時，日本氣象廳將其評為低壓區。
10月2日上午1時，聯合颱風警報中心對其在24小時內形成為熱帶氣旋的機會給予「LOW」的評級。上午11時，聯合颱風警報中心對其發佈熱帶氣旋形成警報，並對其評級直接提升為「HIGH」。下午2時，日本氣象廳將其升格為熱帶低氣壓。
10月3日上午2時，聯合颱風警報中心将其升格為熱帶低氣壓，並給予編號19W。上午8時，日本氣象廳對其發出烈風警報。同時，聯合颱風警報中心將其升格為熱帶風暴。下午8時，日本氣象廳將其升格為熱帶風暴，並命名為黃蜂。同時，中央氣象台將其升格為熱帶風暴。中央氣象局亦將其升格為輕度颱風。
10月4日中午12時，南韓氣象局將其升格為熱帶風暴。下午2時，聯合颱風警報中心将其升格為一級颱風。同時，日本氣象廳對其發出暴風警報。下午5時，中央氣象台將其升格為強熱帶風暴。
10月5日上午2時，日本氣象廳將其升格為強烈熱帶風暴。上午8時，中央氣象台將其升格為颱風。同時，中央氣象局將其升格為中度颱風。下午2時，聯合颱風警報中心將其升格為二級颱風。下午5時，日本氣象廳將其升格為颱風。
10月6日上午8時，聯合颱風警報中心將其降格為一級颱風。下午2時，聯合颱風警報中心再次將其升格為二級颱風。晚上8時，黃蜂進入香港天文台的責任範圍，香港天文台將其強度評級為颱風。
10月7日上午2時，中央氣象台將其升格為強颱風。上午8時，聯合颱風警報中心將其升格為三級颱風。上午10時，香港天文台將其升格為強颱風。下午2時，聯合颱風警報中心將其升格為四級颱風。下午5時，中央氣象台將其升格為超強颱風。下午8時，聯合颱風警報中心將其升格為超級颱風。同時，香港天文台將其升格為超強颱風。中央氣象局亦將其升格為強烈颱風。
10月8日上午2時，聯合颱風警報中心將其升格為五級颱風，繼夏浪、吉納維芙之後成為2014年第三個五級颱風，一分鐘平均風速155節，更是2014年內最強的颱風，後來與鸚鵡以及哈格比並列為今年最強颱風。
10月9日下午2時，聯合颱風警報中心將其降格為四級超級颱風。
10月10日上午8時，聯合颱風警報中心將其降格為四級颱風。下午5時，中央氣象台將其降格為強颱風。
10月11日上午2時，聯合颱風警報中心將其降格為三級颱風。同時，中央氣象局將其降格為中度颱風。上午4時，香港天文台將其降格為強颱風。下午2時，聯合颱風警報中心將其降格為二級颱風。下午8時，聯合颱風警報中心將其降格為一級颱風。下午11時30分，黃蜂於日本沖繩縣國頭郡宜野座村附近登陸。
10月12日上午3時，香港天文台將其降格為颱風。上午5時，中央氣象台將其降格為颱風。上午8時，聯合颱風警報中心將其降格為熱帶風暴。下午1時，中央氣象台將其降格為強熱帶風暴。下午8時，中央氣象局將其降格為輕度颱風。下午10時，香港天文台將其降格為強烈熱帶風暴。
10月13日上午7時30分，黃蜂於鹿兒島縣枕崎市附近登陸。上午8時，日本氣象廳將其降格為強烈熱帶風暴。下午1時30分，黃蜂於高知縣宿毛市附近登陸。下午6時30分，黃蜂於兵庫縣淡路島附近登陸。下午7時，黃蜂於大阪府泉佐野市附近登陸。下午8時，中央氣象台認為黃蜂已經轉化為一股温帶氣旋。
10月14日上午8時，日本氣象廳和香港天文台表示黃蜂已經轉化為一股溫帶氣旋。同時，聯合颱風警報中心對其發出最後的警報。

## 影響

### 菲律賓
10月7日下午5時，菲律賓大氣地球物理和天文管理局將已進入責任範圍的黃蜂命名為Ompong，並發佈第一報熱帶氣旋資訊。
10月11日下午3時，菲律賓大氣地球物理和天文管理局對其發佈最後一報熱帶氣旋資訊。

### 臺灣

#### 海研五號沉沒事故
10月10日，載有45人隸屬國家實驗研究院台灣海洋科技研究中心的研究船海研五號，原定航程是自台南市安平港開往金門縣。途中因黃蜂外圍環流，再加上農曆九月十五風暴潮所造成之強風以及巨浪而折返，下午行經澎湖龍門外四海里處時，遭逢九級風勢，船隻疑似觸礁，右舷傾斜船艙進水發出遇險訊號，船體故障失去動力，由於海象惡劣，立即發出求救訊號。當晚9時30分，其於澎湖縣湖西鄉龍門外海觸礁沉沒。海軍4艦、海巡署5艦2運輸機、國搜中心2架直升機全力搜救，船上45人全部獲救。送醫後有2人宣告不治，另有25人受傷。

### 中国大陆
當地發出之最高熱帶氣旋警告信號： 颱風藍色預警信號
10月11日上午10時，中央氣象台發佈颱風藍色預警信號。
10月13日下午5時，中央氣象台解除颱風預警信號。

### 日本

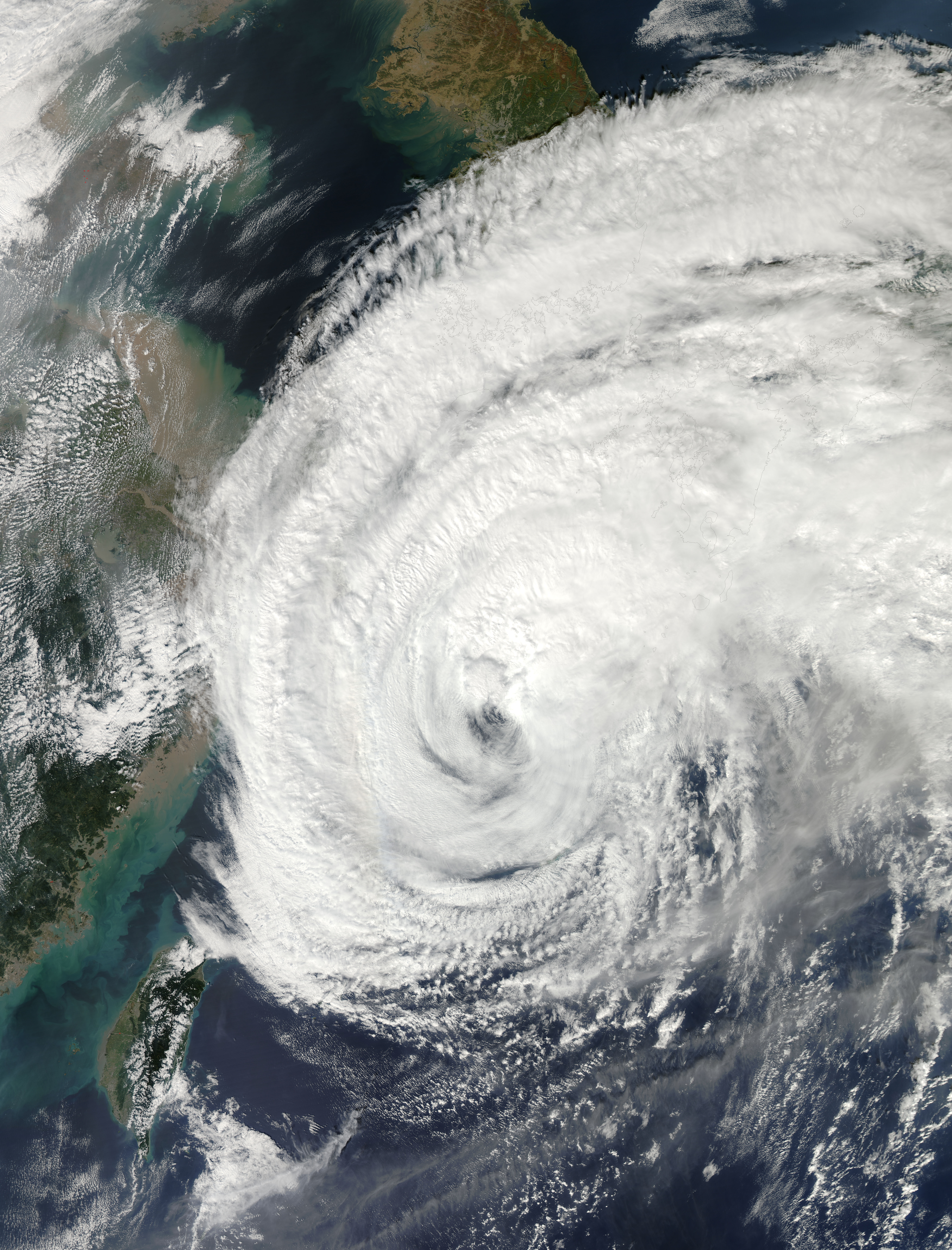
颱風黃蜂在10月12日逼近日本九州

「黃蜂」帶來的狂風暴雨切斷了33000戶人家的電源。地方官員稱，至少有20人受傷，其中一名9歲的女童和20多歲的男子在這次的風災中失去了手指。那霸市的機場於11日關閉，來往那霸的航班全部取消。該市的路面交通也已全部停止運作。靠近九州的兩座核發電站也基於安全理由暫時停止運作。據日本氣象廳報告，「黃蜂」預料於12日凌晨到早上的時間會到達沖繩島。預料颱風將帶來豪雨，當局已將住在沿海城市過萬名居民疏散到安全的地方。 雖然颱風警報中心到了昨晚已將「黃蜂」的風力級別下調，但中心提醒風力還是很強。官員警戒民眾防範暴雨、巨浪和山體滑坡等。 這是日本在短短一個星期內遭受的第二股颱風的肆虐。上星期，颱風「巴蓬」使首都東京及周邊城市如千葉、橫濱等16個城市都陷入暴風區，200多萬人緊急疏散。至少兩人死亡、五人失蹤，數十人受傷及600多個航班取消。
| 排名 | 熱帶氣旋 | 名稱（英文） | 登陸時間（UTC+8）       | 登陸地點                   |
| ---- | -------- | ------------ | ----------------------- | -------------------------- |
| 1    | 比芝     | Page         | 1990年11月30日 13時     | 和歌山縣西牟婁郡白濱町以南 |
| 2    | 黛娜     | Dinah        | 1967年10月28日 2時30分  | 愛知縣南部                 |
| 3    | 蘭恩     | Lan          | 2017年10月23日 2時      | 靜岡縣掛川市附近           |
| 4    | 蠍虎     | Tokage       | 2004年10月20日 12時     | 高知縣土佐清水市附近       |
| 5    | 奧蓓     | Opal         | 1955年10月20日 11時     | 和歌山縣田邊市附近         |
| 6    | 泰培     | Tip          | 1979年10月19日 8時30分  | 和歌山縣西牟婁郡白濱町附近 |
| 7    | 謝柏     | Zeb          | 1998年10月17日 15時30分 | 鹿兒島縣枕崎市附近         |
| 8    | 凱利     | Kelly        | 1987年10月16日 23時     | 高知縣室戶市附近           |
| 9    | 露芙     | Ruth         | 1951年10月14日 18時     | 鹿兒島縣市來串木野市附近   |
| 10   | 黃蜂     | Vongfong     | 2014年10月13日 7時30分  | 鹿兒島縣枕崎市附近         |

## 熱帶氣旋信號使用記錄

### 中国大陆
| 中國國家氣象中心 颱風預警信號 | 中國國家氣象中心 颱風預警信號 | 中國國家氣象中心 颱風預警信號 |
| ----------------------------- | ----------------------------- | ----------------------------- |
| 上一熱帶氣旋                  | 颱風藍色預警信號              | 下一熱帶氣旋                  |
| 強熱帶風暴鳳凰                | 颱風藍色預警信號              | 強熱帶風暴森拉克              |

## 外部連結
- （日語）日本氣象廳首頁 （页面存档备份，存于）
- （英文）聯合颱風警報中心首頁 （页面存档备份，存于）
- （简体中文）中央氣象台首頁
- （繁體中文）中央氣象局首頁 （页面存档备份，存于）
- （繁體中文）香港天文台首頁 （页面存档备份，存于）
- （繁體中文）澳門地球物理暨氣象局首頁 （页面存档备份，存于）
- （英文）菲律賓大氣地球物理和天文管理局首頁 （页面存档备份，存于）